# Sant Esteve del Coll
Sant Esteve del Coll és una església de Llinars del Vallès (Vallès Oriental) inclosa a l'Inventari del Patrimoni Arquitectònic de Catalunya.

## Descripció
És un edifici de planta de creu llatina amb nau única, absis poligonal i dues capelles laterals rebaixades respecte a la nau central. Les voltes són de creueria i es tanquen amb claus llises a les naus i esculpides a les capelles. A la façana hi ha una porta quadrada, flanquejada per petites columnes amb capitells i un arquitrau motllurat. L'arquivolta és d'extradós senzill, en forma de cornisa. La torre del campanar està formada per dos cossos, originàriament devia ser d'espadanya.

## Història
En un document de l'any 1023 apareix "la parròquia de Sant Esteve del mateix Coll". Aquesta depenia de la parròquia de Santa Maria de Cardedeu durant els segles XIV-XV- L'edifici és del segle xvi, és possible que la portada sigui del mestre de cases Joan Font de Vic. Les dues capelles són del segle xvii. El 1685 es va construir la sagristia, que s'amplià l'any 1885. L'any 1986, la Diputació es va encarregar de la restauració i va suprimir la sagristia.